# دو بدن کوچک
دو بدن کوچک (به انگلیسی: Two Small Bodies) فیلمی محصول سال ۱۹۹۳ و به کارگردانی بث بی است. در این فیلم بازیگرانی همچون سوزی آمیس و فرد وارد ایفای نقش کرده‌اند.